# محطة الضبعة النووية
محطة الضبعة النووية من المخطط أن تكون أول محطة طاقة نووية في مصر، ستقع في مدينة الضبعة بمحافظة مطروح والتي تبعد حوالي 289 كم شمال غرب القاهرة. ستحتوي المحطة على 4 مفاعلات VVER-1200،مما يجعل مصر الدولة الوحيدة في المنطقة التي لديها مفاعل من الجيل الثالث.

## التاريخ
في 19 نوفمبر،2015 وقعت مصر وروسيا على إتفاق مبدئي، بموجبها ستقوم روسيا ببناء وتمويل أول محطة للطاقة النووية في مصر. في نوفمبر 2017 تم توقيع العقود الأولية لبناء 4 وحدات VVER-1200 بحضور الرئيس المصري عبد الفتاح السيسي والرئيس الروسي فلاديمير بوتين.

## التمويل
تبلغ تكلفة المشروع 28.75 مليار $،ستمول روسيا 85% من المشروع في صورة قرض حكومي بينما ستتكفل مصر بتمويل ال 15% الباقية.ينص الاتفاق على أن القرض يستخدم على مدار ثلاثة عشر عامًا، يبدأ سداد الفوائد على القرض فورًا مع استلام أول دفعة من القرض وتبلغ سعر الفائدة 3% سنويًّا.